# BeAnywhere
BeAnywhere es una empresa Portuguesa que hace soluciones de acceso y Soporte Remoto para varios mercados de soporte técnico. Tiene Centro de Procesamiento de Datos, en Asia, Europa y en Estados Unidos.
La principal competencia de BeAnywhere son TeamViewer y Logmein. Fuera de Portugal, el mercado donde el software de acceso remoto es más buscado es el Brasileño.

Esta empresa se basa en un sistema de Computación en nube y dale la categoría de Software como servizo – del inglés Software as a service (SaaS). La computación en nube (o Cloud Computing) permite disponibilizar los servicios en una plataforma web, accesible en cualquier punto geográfico, necesitando solo de una conexión de Internet. Esto crea un modelo de negócios de categoría Software como servicio, donde es cobrado al usuario una parte por la utilización de los objetivos ("suscripción"), sin necesidad de pagar por nuevas actualizaciones o parches de software.

## Historial
Antes de la creación de BeAnywhere, su CEO Ruben Dias, ha fundado la Euro Carisma, una empresa de seguridad informática que en cinco años se ha transformado en uno de los más grandes Country Partners de Panda Security, un vendedor de Antivírus.

En 1996 fue creada BeAnywhere, la única productora de software de acceso remoto en Portugal, 

## Principales Funcionalidades[8]
Escritorio Remoto – BeAnywhere es compatible con varias sesiones Terminal Service y con Fast User Switching, que permite la ejecutar varios comandos relacionados con la interacción entre el usuario local y remoto (varios modos de pantalla, varios monitores, compartir area de transferencia, redimensión automática de imagen remota, transferencias bidireccionales de archivos, etc). Permite también el soporte a computadoras que no tengan usuarios, a través de una instalación de un "agente" en la computadora remota.

Back office|BackOffice de Administración – Es un área web diseñada para managers que permite la creación de técnicos, atribuición de departamentos y definición de permisos de acceso al servicio. Existen también varias opciones administrativas, como informes de sesiones, creación de encuestas, APIs, personalización de la consola, entre otras.

Monitoreo Remoto – Permite activar alertas que reportan automáticamente el cambio de valores de la performance fuera-del-normal (como ejemplo, la ocupación exagerada de memoria).

Otras – Chat y VoIP en las sesiones, Línea de comandos, Información del Sistema Remoto, varias formas de iniciar la sesión, tarjetas dellamada, grabación de sesiones, ejecutar scripts, gestionar Parches...:

## Seguridad
Este software utiliza una negociación de encriptación end-to-end - que no permite la intercepción de información. Segundo el manual del producto: ""Las claves de encriptación son generadas entre el Viewer y Applet o Agente BASE a cada sesión. Como medidas de seguridad adicionales, el cliente puede configurar una Contraseña Master o decidir por la autenticación a través de la cuenta Windows, así como pedir la autorización del utilizador en la máquina para iniciar la sesión."

La sesión remota está integrada en un protocolo de comunicación propietario. La seguridad global es garantizada a través de la utilización de algoritmo Rijndael (Advanced Encription Standard – AES) con cifra de 256bits. El cambio de contraseñas, ejecutada al establecer la sesión es protegida por SSL con base en AES-CBC con TLS v1.1, así como todos los comandos que tengan una imagen, comandos del keyboard o ratón y las transferencias tienen una firma digital.